# Typhlops sulcatus
Typhlops sulcatus là một loài rắn trong họ Typhlopidae. Loài này được Cope mô tả khoa học đầu tiên năm 1868.